# Malindi District
Malindi war ein Distrikt in der Provinz Coast in Kenia. Die Hauptstadt des Distrikts war Malindi. Im Distrikt Malindi lebten etwa 281.552 Menschen auf 7751 km². Im Rahmen der Verfassung von 2010 wurden die kenianischen Distrikte aufgelöst. Das Gebiet gehört heute zum Kilifi County.

## Gliederung
Malindi war in vier Divisionen gegliedert. Eine der Division war der Tsavo-East-Nationalpark. Der Distrikt war in zwei Wahlbezirke aufgeteilt, Malindi und Magarini.
| Divisionen              |           |            |
| Division                | Einwohner | Hauptstadt |
| Magarini                | 68,603    |            |
| Malindi                 | 168,806   | Malindi    |
| Marafa                  | 44,142    | Marafa     |
| Tsavo-East-Nationalpark | 0         |            |
| Gesamt                  | 281,552   | -          |

## Sehenswürdigkeiten
Neben dem Tsavo-East-Nationalpark befanden sich auch der Malindi Marine-Nationalpark und der Watamu Marine-Nationalpark im Distrikt Malindi.

## Religion
Johannes Paul II. gründete im Jahr 2000 das Bistum Malindi aus Gebietsabtretungen des Bistums Garissa und des Erzbistums Mombasa. Malindi ist Suffraganbistum des Erzbistums Mombasa. Im Einzugsbereich des Bistums leben ungefähr 22.000 Katholiken.